# Ketupat
Ketupat es un tipo de masa de pasta procedente de Brunéi, Filipinas (donde se llama bugnoy en filipino, pusô en cebuano, ta’mu en joloano o patupat en pampango), Indonesia y Malasia elaborado principalmente de arroz y que está envuelto en hojas de palma con las que se cuece en agua. Como todos los platos preparados con arroz , cuando éstos se cuecen se expanden hasta comprimirse en el contorno de la hoja de palma. Este método de cocina (denominado también ketupat) proporciona al arroz una textura peculiar. El ketupat se come generalmente con rendang (un tipo de curry elaborado con carne seca de ternera) o es servido como acompañamiento de un satay. El ketupat se sirve igualmente de forma tradicional por los indonesios y malayos en casas al aire libre en las ocasiones festivas, tales como el Idul Fitri y el Hari Raya Aidilfitri. Durante el Idul Fitri en Indonesia, el ketupat se sirve con pollo al curry acompañado de especias y soja en polvo.

## Variedades
Existen diversas variedades de ketupat, los dos más comunes son el ketupat nasi y el ketupat pulut. El ketupat nasi está elaborado de arroz y está envuelto (con forma cuadrada) con las hojas de la palmera cocotera, mientas que el ketupat pulut está compuesto de arroz aglutinado y generalmente tiene una forma triangular empleando como envoltorio las hojas de palma (Licuala). El Ketupat pulut se denomina también ketupat palas en Malasia. En Indonesia el ketupat a veces es cocido en leche de coco y especies para poder reforzar los sabores.